# Francis Faure
Pour les articles homonymes, voir Faure.

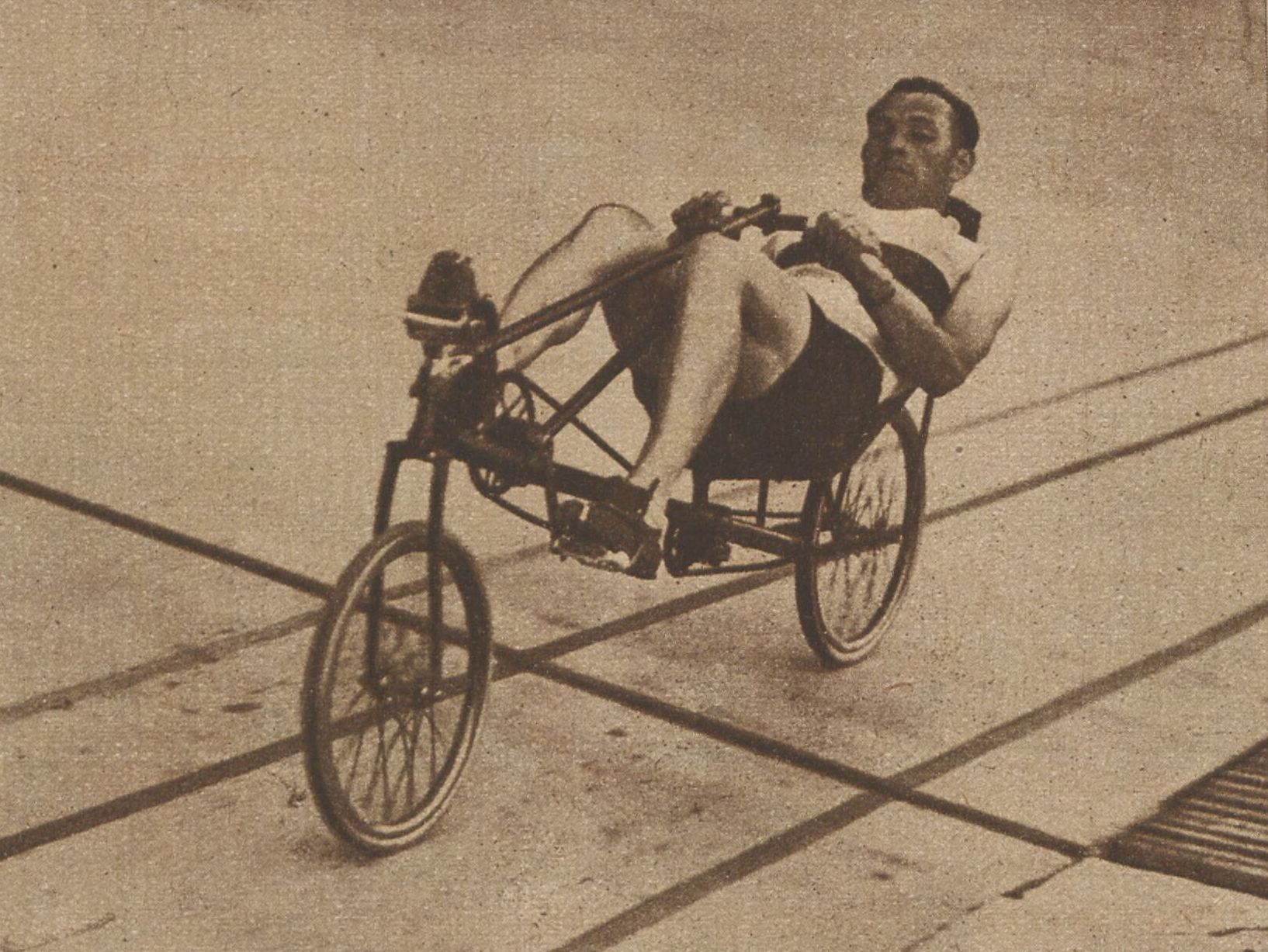
Francis Faure battant, sur vélocar, le record de l'heure, à bicyclette, sans entraîneur, 7 juillet 1933

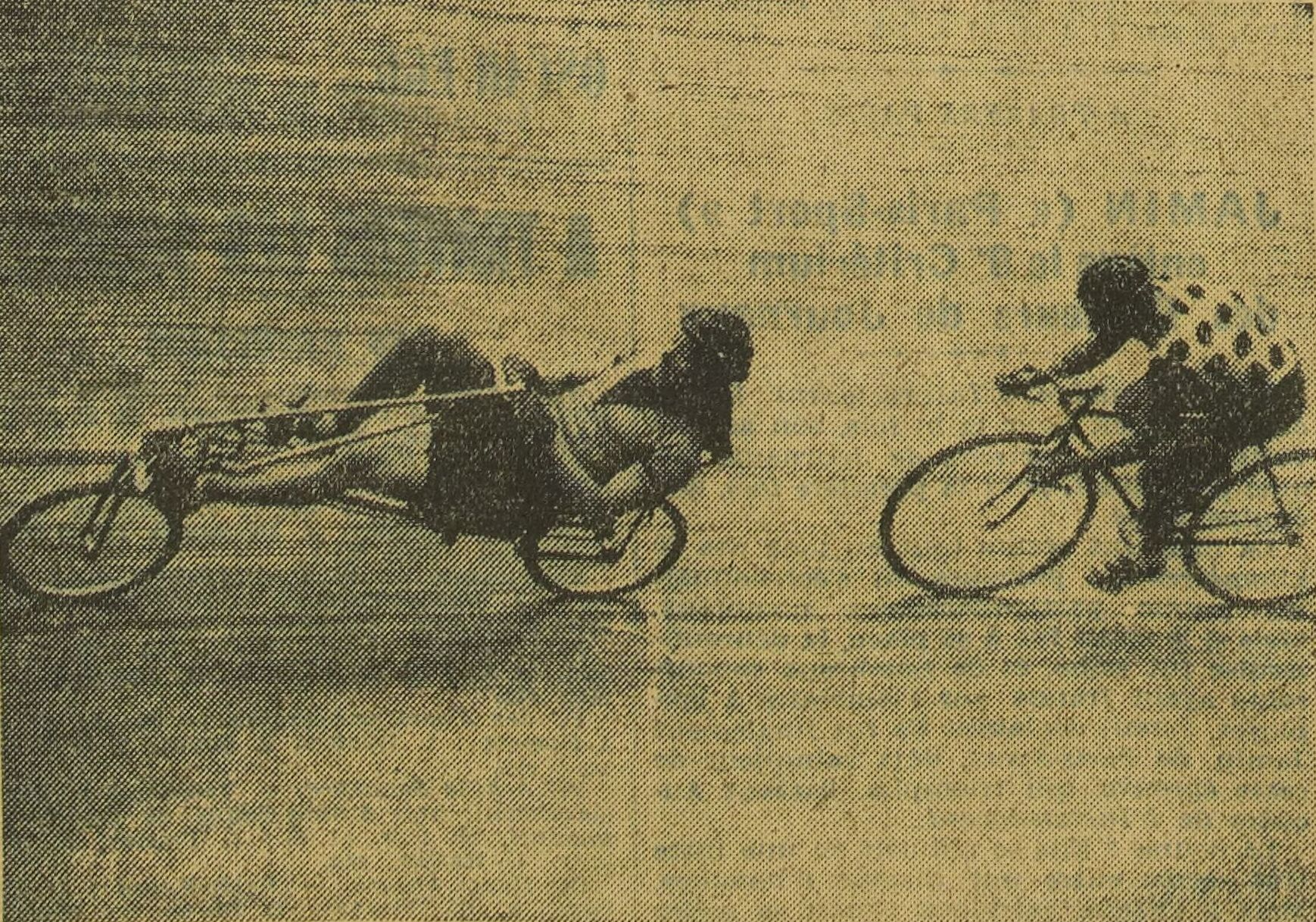
Francis Faure et Henri Lemoine, au Vél d'Hiv, février 1934

Francis Damien Faure, né le  31 mars 1910 à Ambert (Puy-De-Dôme) et mort le 21 décembre 1953 à Paris 9e, est un coureur cycliste français qui a battu le record du monde de l'heure en juillet 1933 sur un vélo couché,,.

## Biographie

### Famille
Francis Faure est né à Ambert de Pierre Faure et de Marguerite Berthéol. Il se marie en 1930 avec Valentine Guillaumont.

### Carrière cycliste
Il débute en 1925 au Vélo Club Ambertois sous les couleurs duquel il remporte le Premier pas Dunlop. Après avoir fait de la route, il fait ses premières armes de pistard au Parc des Sports de Clermont-Ferrand. En juillet 1927, il y enlève le trophée de La Montagne, puis une américaine de 30 km avec son frère et le Prix Friol.
Il remporte le titre de champion de vitesse du Puy-de-Dôme à 17 ans. Disputant les « Tours de Ville », prenant part à toutes les réunions des vélodromes de Clermont-Ferrand, Montluçon et Commentry, Francis Faure termine la saison estivale 1927, avec le bilan de 19 victoires sur 34 courses, en vitesse et en américaine. Au Vélodrome d'Hiver de Saint-Etienne, le 27 novembre, il est deuxième dans une américaine, devant quelques spécialistes cotés. Le 15 janvier 1928, il bat régulièrement Bergamini et dispute la finale du Grand Prix de Janvier, aux côtés de Michard, Faucheux et Moretti. Entre deux sprints, il enlève une individuelle de 10 km., devant tous les as régionaux. Le 29 janvier, il triomphe dans les trois épreuves d'un match-omnium, couvrant le kilomètre lancé dans, le temps de 1 min 8 s 3/5.
En mars 1930, il remporte les six Jours de Saint-Étienne associé avec Piet van Kempen.
En 1932, il gagne le Prix du Parc lors du meeting inaugural du nouveau Parc des Princes, s'installe à Paris et s'essaye au demi-fond.
En 1934, Il prend le départ des six jours de Paris associé à Maurice Richard qui abandonne. Faure s'associe avec Broccardo mais abandonne à cause d'un genou blessé. Il court en américaine et en tandem avec Joseph Kergoff,,. 

### Record de l'heure
En mars 1933, sans emploi, il est contacté par Charles Mochet pour piloter son vélocar, un vélo couché a deux roues de 50 cm de diamètre, un centre de gravité bas et un empattement de 146 centimètres. En mai 1933, il bat le record du monde des 5 km en vélocar au Parc des Princes. En juin, il bat le record des 5, 10, 15 et 20 km, reconnu par l'UVF dans la catégorie des « appareils spéciaux ».
Le 7 juillet 1933, au Parc des Princes, Faure bat le record de l'heure détenu par Oscar Egg avec 44.247 km depuis le 18 août 1914, en effectuant 45,055 km en une heure,,,.
Le 9 août 1933, il fait 1 min 3 s 3/5 sur le kilomètre départ lancé alors que le record du monde de Lucien Michard  est de 1 min 6 s 3/5.
En février 1934, Faure sur vélocar bat Henri Lemoine et Raymond Plassat sur vélo traditionnel. En mars, il bat le recordman de l'heure, Maurice Richard, dans un match-poursuite.  Le journal Match l’Intran déclare « Du coureur moyen qu’était Francis Faure, la bicyclette à pédalage horizontal a fait le détenteur du record du monde le plus envié, celui de l’heure sans entraîneur. Il était donc prouvé que la nouvelle bicyclette permettait à un coureur ordinaire de devenir un grand champion ».
Le 3 février 1934 une commission de l’UCI (Union Cycliste Internationale) déclare que ce type de vélo n'est pas acceptable pour les courses, et retire son titre du record de l'heure à Francis Faure. Ce type de vélo est alors interdit dans les compétitions de l'UCI,.
En 1938, Faure roule sur un vélo couché caréné. Le 5 mars 1939, Francis Faure avec le vélo couché caréné, parcourt  50,337 kilomètres en 60 minutes à la Cipale mais ce record n'est pas reconnu officiellement en raison de l'interdiction de l'UCI,. Ce record a été battu sur un vélo conventionnel lorsque Francesco Moser parcourt 51.151 km en 1984.
En 1939, il prend le départ des six jours de Sydney et termine 5e associé au Danois Erland Christensen.

## Palmarès
- 1927
  - Champion de vitesse du Puy-de-Dôme[9]
- 1930
  - Six Jours de Saint-Étienne avec Piet van Kempen[10].
  - 2e des Championnats de France de vitesse des aspirants :
- 1931
  - 2e des Championnats de France militaire de vitesse
  - 2e des Championnats de France de vitesse des aspirants :